# بخش لیبرتی (شهرستان پوتنام، اوهایو)
بخش لیبرتی (به انگلیسی: Liberty Township) یک منطقهٔ مسکونی در ایالات متحده آمریکا است که در شهرستان پاتنم، اوهایو واقع شده‌است.
 بخش لیبرتی ۹۴٫۳ کیلومتر مربع مساحت و ۱٬۵۷۵ نفر جمعیت دارد و ۲۳۴ متر بالاتر از سطح دریا واقع شده‌است.